# Saint-Bauld
Saint-Bauld era una comuna francesa situada en el departamento de Indre y Loira, de la región de Centro-Valle de Loira, que el 1 de enero de 2018 pasó a ser una comuna delegada de la comuna nueva de Tauxigny-Saint-Bauld al fusionarse con la comuna de Tauxigny.

## Demografía
| Gráfica de evolución demográfica de Saint-Bauld entre 1800 y 2015 |
|                                                                   |

Los datos demográficos contemplados en este gráfico de la comuna de Saint-Bauld se han cogido de 1800 a 1999 de la página francesa EHESS/Cassini, y los demás datos de la página del INSEE.